# Altino (città antica)
Altino (Altinum in latino) era un'antica città localizzata nell'attuale comune di Quarto d'Altino, in provincia di Venezia.
Antichissimo insediamento paleoveneto, dopo la conquista romana si evolse in un importante scalo commerciale, grazie alla posizione sulla Laguna Veneta ed al passaggio di alcune importanti arterie stradali.
Di Altino resta oggi un'interessante area archeologica con un museo annesso. L'odierna Altino, frazione di Quarto d'Altino, è invece un minuscolo centro rurale, sorto in tempi recenti.

## Origini del nome
Il toponimo (in greco ᾿Αλτῖνον?, in latino Altinum; Altinates è l'etnico) è attestato diffusamente sia nelle epigrafi che nella letteratura. Potrebbe derivare da un termine della lingua venetica, tradotto in latino con altus, da confrontare, forse, con l'irlandese alt "altezza", "costa".
Dal nome della città è derivato quello dell'omonima divinità preromana Altino, o Altnoi, a cui era dedicato un edificio sacro a sud della città. Sovrintendeva la laguna e gli venivano offerti periodicamente in sacrificio dei cavalli.

## Storia

### Le origini
Come testimoniano i reperti, il territorio di Altino era frequentato sin dall'VIII-V millennio a.C., tuttavia bisognerà attendere l'Età del bronzo (XV-XIII secolo a.C.) per arrivare ad una presenza umana stabile.
Un vero e proprio centro abitato fu fondato dai Paleoveneti all'inizio del I millennio a.C.. Dalla fine del VI secolo a.C. Altino rappresentava ormai un porto di notevole importanza, tappa obbligata per i traffici mercantili, che collegavano gli empori di Spina e Adria alle aree settentrionali.
Di questo periodo non si conosce ancora molto. Probabilmente, Altino non aveva una fisionomia urbana unitaria e comprendeva più nuclei, costituiti da capanne poggianti su dossi; come era consueto nelle città paleovenete, le necropoli si sviluppavano attorno all'abitato, quasi a circondarlo.

### L'annessione romana e l'età imperiale

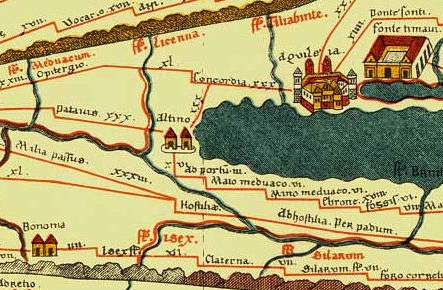
La città di Altino raffigurata nella Tabula Peutingeriana (dettaglio)

Nel II secolo a.C., Altino seguì le sorti di tutta la Venetia e fu pacificamente assoggettata a Roma. Il processo di romanizzazione iniziò nel 131 a.C. con la costruzione della via Annia: da questo momento il centro cominciò ad acquisire l'ideologia urbana dei conquistatori e, a partire dall'89 a.C., subì un primo processo di urbanizzazione, conclusosi nel 49-42 a.C., quando ad Altino fu concesso il diritto romano (venne iscritta alla tribù Scaptia) e fu creata municipio.
La costruzione di altre strade, come la Claudia Augusta e le vie che la collegavano direttamente a Treviso e a Oderzo, contribuì a trasformarla in un importante centro commerciale, nodo cruciale per le rotte tra il Mediterraneo e il Settentrione. Questa evoluzione poté dirsi conclusa sul finire del I secolo d.C.
Questo periodo di floridezza è confermato, oltre che dai reperti archeologici, da testimonianze scritte dell'epoca, seppur non molto numerose. Al museo provinciale di Torcello è conservata un architrave, su cui si legge che Tiberio aveva donato alla città templi, portici e giardini. Gli Epigrammi di Marziale, la Naturalis Historia di Plinio il Vecchio e il De re rustica di Columella accennano a una florida economia, basata sulla produzione di lana, sulla coltivazione di canestrelli e sull'allevamento di vacche da latte. Ancora Marziale ricorda le splendide ville della città, affacciate al suo rinomato litorale.
Più precisi sono i riferimenti alle importanti opere idrauliche, paragonate da Vitruvio e da Strabone a quelle di Ravenna e Aquileia. La città, infatti, pur essendo sorta in una zona paludosa, poteva contare su un efficiente sistema di fiumi e canali, che garantivano il ricambio delle acque. Lo stesso centro abitato si innalzava su una rete di canali, superati da ponti e traghetti, in modo del tutto simile alla futura Venezia.
Nei pressi di Altino, nel gennaio 169, morì l'imperatore Lucio Vero, che stava rientrando in Italia, insieme col fratello Marco Aurelio, da una spedizione contro i barbari, nel corso delle guerre marcomanniche.
Così come tutte le altre città della Venetia, anche Altino cominciò a decadere dal II secolo d.C., come si riscontra nella diminuzione dei reperti archeologici dell'epoca. Per un periodo, tuttavia, il centro mantenne un ruolo di primo piano: la Tabula Peutingeriana della metà del IV secolo lo rappresenta ancora come una città murata con due torri, quindi della stessa importanza di città-porto come Ostia, Pisa, Luni. Si aggiunge un passo di Servio Mario Onorato, che riferisce come ad Altino la caccia, l'uccellagione e persino l'agricoltura si svolgessero in barca: il sistema di canalizzazione, dunque, era ancora in buono stato.

### Altino cristiana
Nello stesso periodo, a conferma della sua importanza, la città fu elevata a sede vescovile. Dalla fine del IV secolo abbiamo accenni più precisi grazie all'epistolario tra Gerolamo ed Eliodoro, primo vescovo della città. Dalle lettere si ricava che la presenza cristiana ad Altino era ormai ben radicata, con la presenza di una cattedrale, chiese succursali e piccole cappelle per il culto dei martiri. Si ha pure una breve descrizione del duomo, intitolato probabilmente a Santa Maria, caratterizzato da un ingresso maggiore, porte minori ombreggiate da tendaggi, un solo altare, una sagrestia, pavimenti lucidi e pareti prive di incrostazioni. Manca tuttavia un riscontro archeologico, se si eccettua qualche oggetto decorato con croci.

### La decadenza
Alla vigilia della distruzione di Attila, Altino, sebbene ormai ristretta entro i confini dell'epoca augustea, manteneva una propria fisionomia urbana. Lo stesso Paolo Diacono nella sua Historia Romana la cita accanto Aquileia, Concordia e Padova, ponendola implicitamente sullo stesso livello.
Gli storici attuali hanno messo in forte dubbio il topos tramandato dalle cronache secondo le quali la fondazione di Venezia fu in relazione con il saccheggio della città da parte degli Unni, avvenuto nel 452. L'abitato, infatti, superò la devastazione e continuò a sussistere per diversi secoli. Furono altre invasioni a determinarne la scomparsa (Longobardi, Ungari), ma soprattutto le mutate condizioni climatiche e ambientali legate all'innalzamento del livello del mare e all'abbandono del sistema di regolazione idraulica.
In questo periodo si osserva anche il trasferimento delle principali istituzioni ecclesiastiche, in particolare la diocesi (spostata a Torcello) e il monastero di Santo Stefano (rifondato nell'isola di San Servolo).
Per tutto il medioevo Altino continuò ad essere frequentata, anche se ormai si presentava come un modestissimo borgo rurale circondato dalle paludi. Sono pochissimi i documenti relativi alla zona, riferiti perlopiù alle varie istituzioni ecclesiastiche (monastero dei Santi Felice e Fortunato, monastero di San Giorgio Maggiore, vescovo di Torcello) o alle famiglie (Carbonara, Collalto, Marcello, Querini) che avevano possedimenti nella zona. Uno scritto del 1095 attesta l'esistenza di un Altino Maiore e di un Altino Pitulo, segno che forse il centro si era sdoppiato in due nuclei; dallo stesso si ricava che le chiese di Santa Maria (l'antica cattedrale), San Martino e Sant'Apollinare sussistevano ancora.
Bisognerà aspettare il XV secolo per apprezzare un popolamento stabile presso l'attuale Quarto d'Altino, mentre la bonifica e la colonizzazione degli immediati dintorni di Altino avverranno solo a partire dall'Ottocento.

## Agro altinate
Il territorio dipendente dal municipio di Altino (il cosiddetto agro altinate) si estendeva sulla regione compresa fra i fiumi Muson (che la divideva da Padova) e Sile (che la divideva da Asolo e Treviso). La città, in pratica, si trovava in posizione marginale, collocandosi all'estremità sudorientale del territorio.
Molto discussa l'organizzazione della centuriazione, realizzata probabilmente nel 49 a.C. Secondo Bradford, le centurie misuravano 15×40 actus, mentre Fraccaro e Lacchini propendono per 30×40 actus. Le strade erano orientate grossomodo in direzione ovest-est (decumani) e sud-nord (cardini). Questo sistema si è mantenuto sino ai giorni attuali, sicché l'odierna orientazione di alcuni assi viari e fossati coincide con quella antica. I cardini paiono meglio conservati rispetto ai decumani, probabilmente perché i secondi furono maggiormente soggetti alle mutazioni idrologiche del territorio, essendo trasversali alla maggior parte dei corsi d'acqua. Anche la zona più occidentale del graticolato sembra meglio visibile, in quanto, con la caduta della città, i traffici si spostarono in quest'area, in prossimità della via Aurelia.

## Gli scavi archeologici

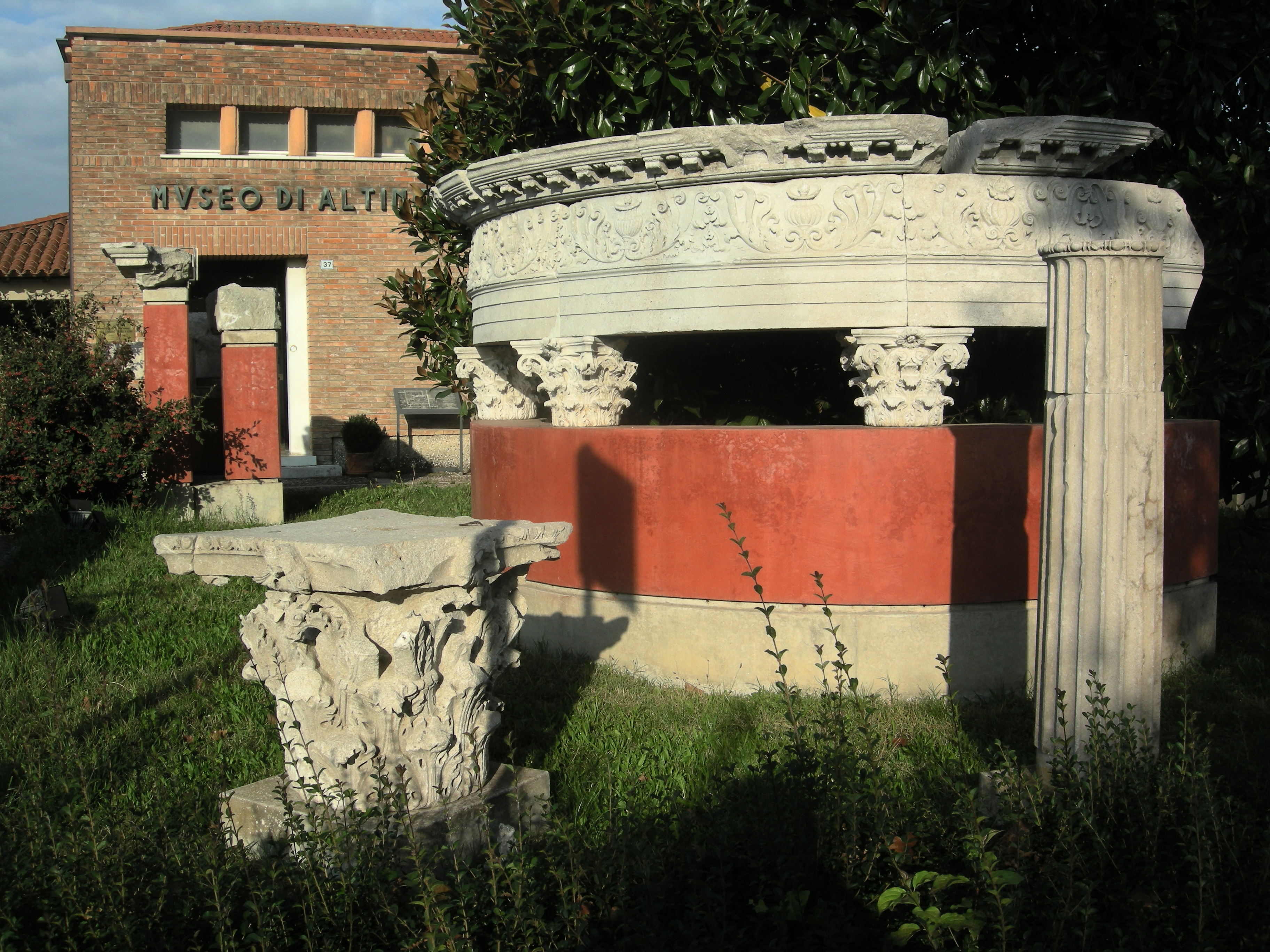
Resti di un tempietto; sullo sfondo, la vecchia sede del Museo archeologico nazionale di Altino.

I primi reperti archeologici furono rinvenuti dalla fine del XIX secolo, grazie al progressivo prosciugamento della zona paludosa. Nel 1960 venne fondato il Museo archeologico nazionale di Altino (MANA), il che comportò l'aumento delle campagne di scavo e dei relativi ritrovamenti. Nell'estate 2015 è stata inaugurata la nuova sede del MANA.
Sono tuttora in corso nuovi scavi basati anche sulla tecnica della fotografia aerea, grazie alla quale è emerso che la città era posta su un'altura a 2-3 metri dal livello del mare e che era attraversata da un canale navigabile. Inoltre, è stato possibile identificare parte del circuito delle mura difensive, un cancello, alcune case private, parte di una zona portuale e tratti delle strade pubbliche che conducevano alla città.
Nel 2008 un équipe di geomorfologi dell'Università di Padova ha condotto una ricerca scientifica (pubblicata sulla rivista Science nel luglio 2009) rielaborando alcune rilevazioni fotografiche aeree e satellitari all'infrarosso, scattate nell'estate del 2007 durante un periodo di prolungata siccità. La diversa concentrazione della clorofilla nelle colture agricole ha permesso di ricostruire con notevole dettaglio l'intera pianta cittadina e rivelando la presenza di quartieri e edifici di cui si ignorava l'esistenza, tra i quali spiccano un teatro ed un anfiteatro con un diametro totale di circa 150×110 m (corrispondenti a 500×370 piedi romani), dimensioni che lo avvicinano all'Arena di Verona.
Al giorno d'oggi, del centro antico restano solo scavi in aperta campagna.